# Diocesi di Alessano

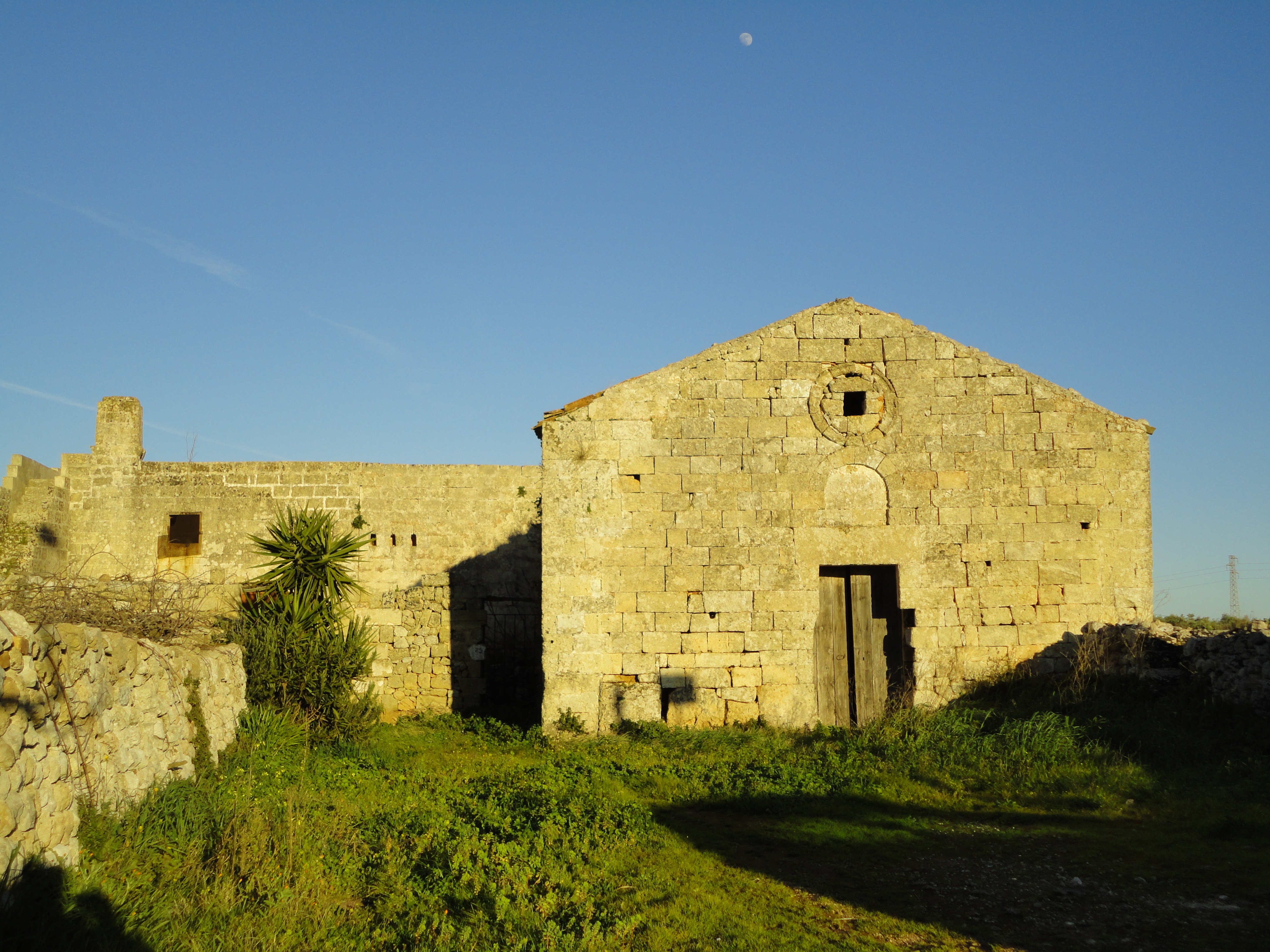
La chiesa di Santa Barbara a Montesardo, risalente al XIII secolo, annessa al monastero femminile delle Clarisse o delle Benedettine, oggi quasi del tutto distrutto e di cui rimangono tracce nei vicini ambienti adibiti nei secoli successivi ad usi agricoli.

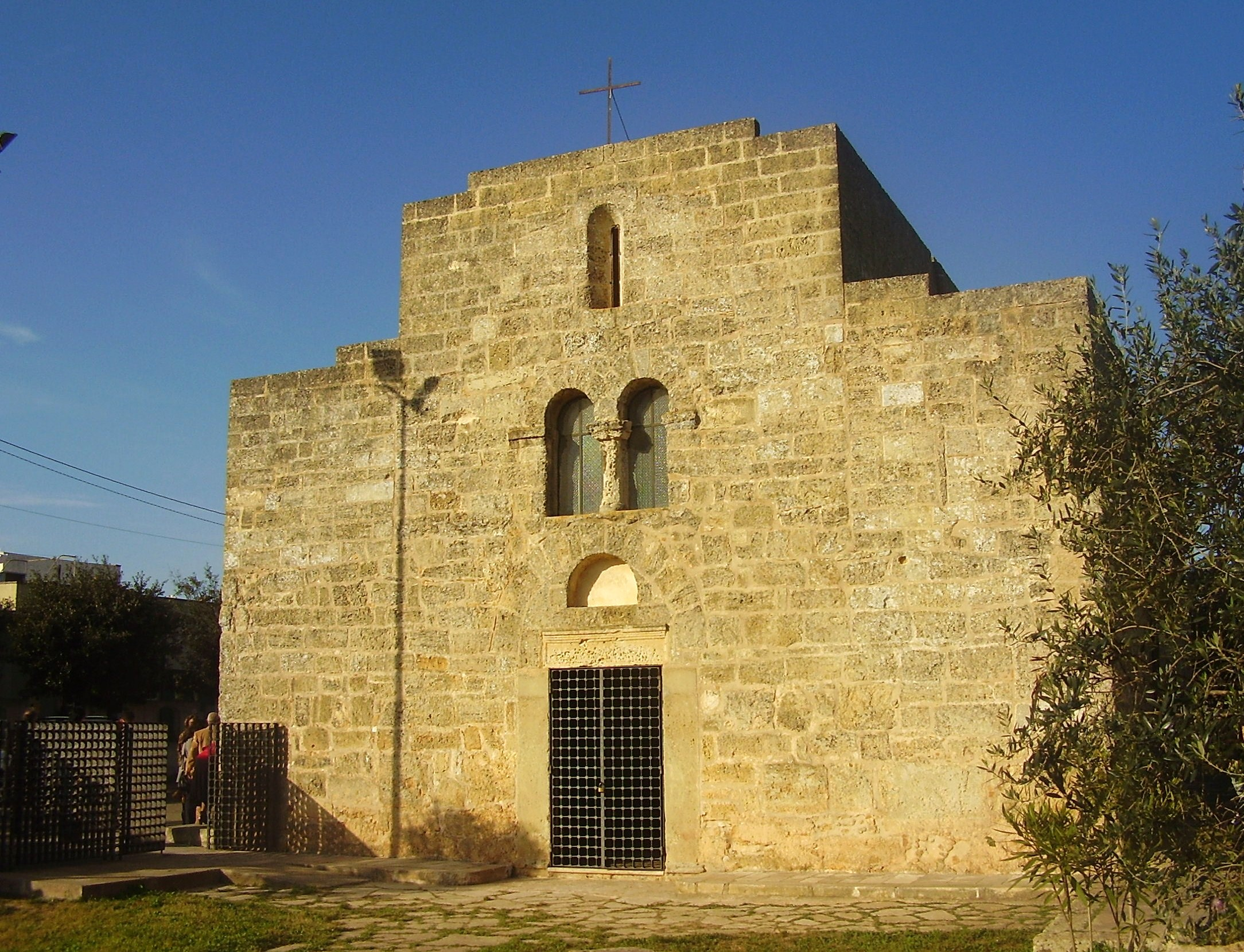
La chiesa di San Giovanni Battista a Patù, risalente al VI secolo.

La diocesi di Alessano (in latino Dioecesis Alexanensis) è una sede soppressa e sede titolare della Chiesa cattolica.

## Territorio
La diocesi si estendeva nell'estremo sud della Puglia nella regione del Capo di Leuca e comprendeva gli abitati di Alessano, Arigliano, Caprarica del Capo, Corsano, Castrignano del Capo, Gagliano del Capo, Giuliano di Lecce, Montesardo, San Dana, Patù, Tiggiano, Tricase, Tutino e Salignano.
Sede vescovile era la città di Alessano, dove fungeva da cattedrale la chiesa del Santissimo Salvatore.

## Storia
Incerte sono le origini della diocesi di Alessano. La complessità della questione e le divergenze di opinione fra gli storici è dovuta essenzialmente al fatto che, fino alla seconda metà del XIV secolo, nei documenti pontifici la diocesi ha il duplice nome di Alexanensis o Leucadensis. Tutti gli storici hanno sostenuto che Leuca sia stata la sede primitiva, fondata in epoca antica, e trasferita fra il IX ed il X secolo ad Alessano, a causa della distruzione di Leuca ad opera degli Arabi; questa è la posizione tradizionale, affermata per la prima volta nelle relazioni delle visite ad limina del 1597 e del 1603, sostenuta da Ferdinando Ughelli nel Settecento e ribadita, tra gli altri, da J. Fraikin nel Dictionnaire d'Histoire et de Géographie ecclésiastiques (1914).
La pubblicazione di un registro delle decime raccolte nel 1325 in diocesi et civitate Leocadensi, ha indotto lo studioso P. Coco a sostenere che agli inizi del XIV secolo Leuca fosse ancora sede episcopale. Nel 1333 compare per la prima volta il nome della città di Alessano, in una lettera di papa Giovanni XXII, che nomina Riccardo episcopus Alexanensis alias Leucadensis; G. Ruotolo giunge alla conclusione che la sede vescovile sia stata trasferita da Leuca ad Alessano proprio nel periodo compreso tra il 1325 ed il 1333. Questa tesi è stata avallata da eminenti studiosi tedeschi, tra cui Holtzmann e Kamp.
Lo storico J. André, pur riconoscendo come la maggior parte degli studiosi sostengano un'origine bizantina della diocesi, afferma che «non disponiamo, di fatto, di nessuna testimonianza sicura sulla sua storia fino alla fine del XII secolo». Lo stesso autore sostiene che il termine Leucadensis venne utilizzato dalla Santa Sede non per indicare la città di Leuca, archeologicamente non attestata nel medioevo, ma la regione di Alessano, sull'esempio della diocesi di Sabina nel Lazio o di quelle di Moriana e di Tarantasia in Savoia. E giunge alla conclusione che Leuca non fu mai sede episcopale e che il suo nome è da cancellare una volta per sempre dalla lista delle antiche città episcopali.
Comunque siano andate le cose, la diocesi Leucadensis è menzionata per la prima volta in una lettera di papa Innocenzo III del 3 giugno 1198, dove il papa tuttavia non riporta il nome del vescovo. Un altro vescovo anonimo prese parte al concilio lateranense del 1215. Il primo nome certo di un vescovo è quello di Guglielmo, documentato dal 1235 fino alla sua morte, avvenuta nel 1261. Nella lettera del 1198 la diocesi appare suffraganea dell'arcidiocesi di Otranto.
Dal 17 maggio 1518 fino al 3 giugno 1521, durante l'episcopato di Giovanni Antonio Acquaviva d'Aragona, la diocesi di Alessano fu unita in persona episcopi alla diocesi di Lecce.
In ottemperanza alle decisioni del concilio di Trento, si deve al vescovo Ercole Lamia l'aver indetto il primo sinodo diocesano nel 1585 e aver effettuato la prima visita ad limina nel 1590; nella relazione di questa visita, il vescovo si scusa se, a causa della povertà della mensa vescovile, non ha potuto erigere il seminario, come espressamente richiesto nella bolla della sua nomina.
Ancora alla fine del XVI secolo erano presenti in diocesi preti di rito greco. Il vescovo Cesare Busdrago (1574-1578) aveva chiesto a Roma indicazioni su come comportarsi circa l'ordinazione di nuovi preti greci; mentre il suo successore Ercole Lamia abolì completamente il rito in un sinodo diocesano.
Tra i vescovi che hanno retto la diocesi di Alessano vanno ricordati: Andrea Tontoli († 1695) che abbellì la cattedrale e ricostruì il palazzo vescovile; Giovanni Giannelli (1718-1743), il quale riedificò il santuario di Santa Maria de Finibus Terrae a Leuca; Dionigi Latomo Massa (1755-1780), che ricostruì la cattedrale di Alessano.
Il 27 giugno 1818 la diocesi di Alessano, in seguito al concordato tra papa Pio VII e Ferdinando I, fu soppressa ed il suo territorio aggregato a quello della diocesi di Ugento (oggi diocesi di Ugento-Santa Maria di Leuca) in forza della bolla De utiliori dello stesso Pio VII.
Dal 1968 Alessano è annoverata tra le sedi vescovili titolari della Chiesa cattolica; dal 24 agosto 2005 l'arcivescovo, titolo personale, titolare è Michael August Blume, S.V.D., già nunzio apostolico in Ungheria.

## Cronotassi

### Vescovi
- Anonimo † (menzionato nel 1195/1198)[13]
- Anonimo † (menzionato nel 1215)
- Guglielmo † (prima del 1235 - aprile 1261 deceduto)
- Goffredo † (prima del 1276 - 23 novembre 1282 nominato vescovo di Ugento)[14]
- Giovanni di Napoli † (1283 - ?)
- Guglielmo Ferrari † (menzionato nel 1291)
- Rolando di Porto † (prima del 1310 - 1333 deceduto)
- Riccardo, O.P. † (6 settembre 1333 - dopo il 1336 deceduto)
- Giovanni II, O.P. † (16 febbraio 1344 - 1349 deceduto)
- Giovanni Sorano † (19 gennaio 1349 - 1362 deceduto)
- Giovanni Anglici † (3 novembre 1362 - ? deceduto)
- Bartolomeo di San Germano, O.F.M.† (19 dicembre 1373 - ? deceduto)
- Francesco Guerrieri (de Longis) † (1380 o 1381 - circa 1386)
  - Nicola di Alessano, O.F.M. † (16 gennaio 1387 - ?) (antivescovo)
- Berengario † (6 o 12 gennaio 1387 - 27 febbraio 1402 nominato vescovo di Castro di Puglia)
- Frolo[15] (o Paolo[16] o Feulo[17]) † (7 giugno 1402 - 1405 deceduto)
- Giovanni Sanfelici † (12 ottobre 1405 - 24 settembre 1423 nominato vescovo di Muro Lucano)
- Domenico (Moriconi) di Napoli, O.P. † (11 ottobre 1424 - ? deceduto)
- Giacomo del Balzo † (menzionato nel 1431)
- Simone da Brindisi, O.F.M. † (7 aprile 1431 - 1432 deceduto)
- Guido Giudano, O.F.M. † (16 settembre 1431 - 6 agosto 1438 nominato vescovo di Lecce)
- Lorenzo, O.P. † (13 agosto 1438 - ?)
- Benedetto del Balzo † (1465 - 1488 dimesso)
- Giovanni Giacomo del Balzo † (10 marzo 1488 - 1512 deceduto)
- Giovanni Antonio Acquaviva d'Aragona † (3 marzo 1512 - 18 maggio 1517 nominato vescovo di Lecce)
  - Luigi d'Aragona † (18 maggio 1517 - 17 maggio 1518 dimesso) (amministratore apostolico)
- Giovanni Antonio Acquaviva d'Aragona † (17 maggio 1518 - 3 giugno 1521 dimesso) (per la seconda volta)
  - Agostino Trivulzio † (3 giugno 1521 - 20 luglio 1526 dimesso) (amministratore apostolico)
  - Alessandro Cesarini † (20 luglio 1526 - 15 novembre 1531 dimesso) (amministratore apostolico)
- Francesco Antonio Balduini † (15 novembre 1531 - 1539 deceduto)
- Benedetto de Sanctis † (15 marzo 1540 - 1542 deceduto)
- Evangelista Cittadini † (26 aprile 1542 - 1549 dimesso)
- Annibale Magalotti † (18 gennaio 1549 - 1551 deceduto)
- Leonardo de Magistris † (21 agosto 1551 - 1554 deceduto)
- Giulio Galletti † (7 gennaio 1555 - 1560 dimesso)
- Giacomo Galletti † (2 ottobre 1560 - 1574 deceduto)
- Cesare Busdrago † (1º ottobre 1574 - 11 agosto 1578 nominato arcivescovo di Chieti)
- Ercole Lamia † (11 agosto 1578 - 1591 deceduto)
- Settimio Borsari † (20 novembre 1591 - 12 giugno 1592 nominato vescovo di Casale Monferrato)
- Sestilio Mazuca † (19 giugno 1592 - 1594 dimesso)
- Orazio Rapari † (3 ottobre 1594 - 1595 deceduto)
- Giulio Doffi, O.P. † (6 marzo 1595 - 27 agosto 1596 deceduto)
- Celso Mancini † (14 aprile 1597 - 1612 deceduto)
- Nicola Antonio Spinelli, C.R. † (16 luglio 1612 - 23 settembre 1634 deceduto)
- Placido Padiglia, O.S.B.Cel. † (27 novembre 1634 - 14 giugno 1648 deceduto)
- Francesco Antonio Roberti † (23 novembre 1648 - 1653 deceduto)
- Giovanni Granafei † (9 giugno 1653 - 11 ottobre 1666 nominato arcivescovo di Bari)
- Andrea Tontoli † (7 febbraio 1667 - 7 febbraio 1695 nominato vescovo di Vieste)
- Vincenzo della Marra, C.R.L. † (16 maggio 1695 - 27 aprile 1712 deceduto)
  - Sede vacante (1712-1718)
- Giovanni Belardino Giannelli † (10 gennaio 1718 - 5 gennaio 1743 deceduto)
- Luigi d'Alessandro † (15 luglio 1743 - 16 settembre 1754 nominato arcivescovo di Bari)
- Dionigi Latomo Massa † (16 dicembre 1754 - 8 gennaio 1780 deceduto)
  - Sede vacante (1780-1792)
- Gaetano Paolo de Miceli, P.O. † (27 febbraio 1792 - 29 ottobre 1804 nominato arcivescovo di Rossano)
  - Sede vacante (1804-1818)
  - Sede soppressa

### Vescovi titolari
- Tomás Alberto Clavel Méndez † (18 dicembre 1968 - 21 febbraio 1978 dimesso)
- William Russell Houck † (28 marzo 1979 - 11 aprile 1984 nominato vescovo di Jackson)
- Hernán Giraldo Jaramillo (27 giugno 1984 - 7 luglio 1987 nominato vescovo di Málaga-Soatá)
- Natalino Pescarolo † (7 aprile 1990 - 4 maggio 1992 nominato vescovo di Fossano)
- Bosco Lin Chi-nan (28 settembre 1992 - 24 gennaio 2004 nominato vescovo di Tainan)
- Michael August Blume, S.V.D., dal 24 agosto 2005